# ستيفان شميت (لاعب كرة قدم)
ستيفان شميت (بالدنماركية: Stefan Schmidt)‏ (7 نوفمبر 1975 في الدنمارك - ) هو لاعب كرة قدم دانمركي في مركز الوسط. لعب مع آرهوس جمناستيك فورينينغ ونادي أوبه ونادي بروندبي ونادي سيلكيبورج ونادي لينغبي ونادي نايستفيد ونادي نوردشيلاند وHolbæk B&I ‏ وBrønshøj Boldklub ‏ والبورك بولدسبيلكلوب ‏ وFC Roskilde ‏.

## وصلات خارجية
- ستيفان شميت على موقع قاعدة بيانات كرة القدم.إي يو (الإنجليزية)